# Choi Moon-sik
Choi Moon-Sik (6 januari 1971) is een voormalig Zuid-Koreaans voetballer.

## Carrière
Choi Moon-Sik speelde tussen 1989 en 2002 voor Pohang Steelers, Sangmu, Chunnam Dragons, Oita Trinita, Suwon Samsung Bluewings en Bucheon SK.

## Zuid-Koreaans voetbalelftal
Choi Moon-Sik debuteerde in 1993 in het Zuid-Koreaans nationaal elftal en speelde 38 interlands, waarin hij 9 keer scoorde.